# Большая синагога Иерусалима

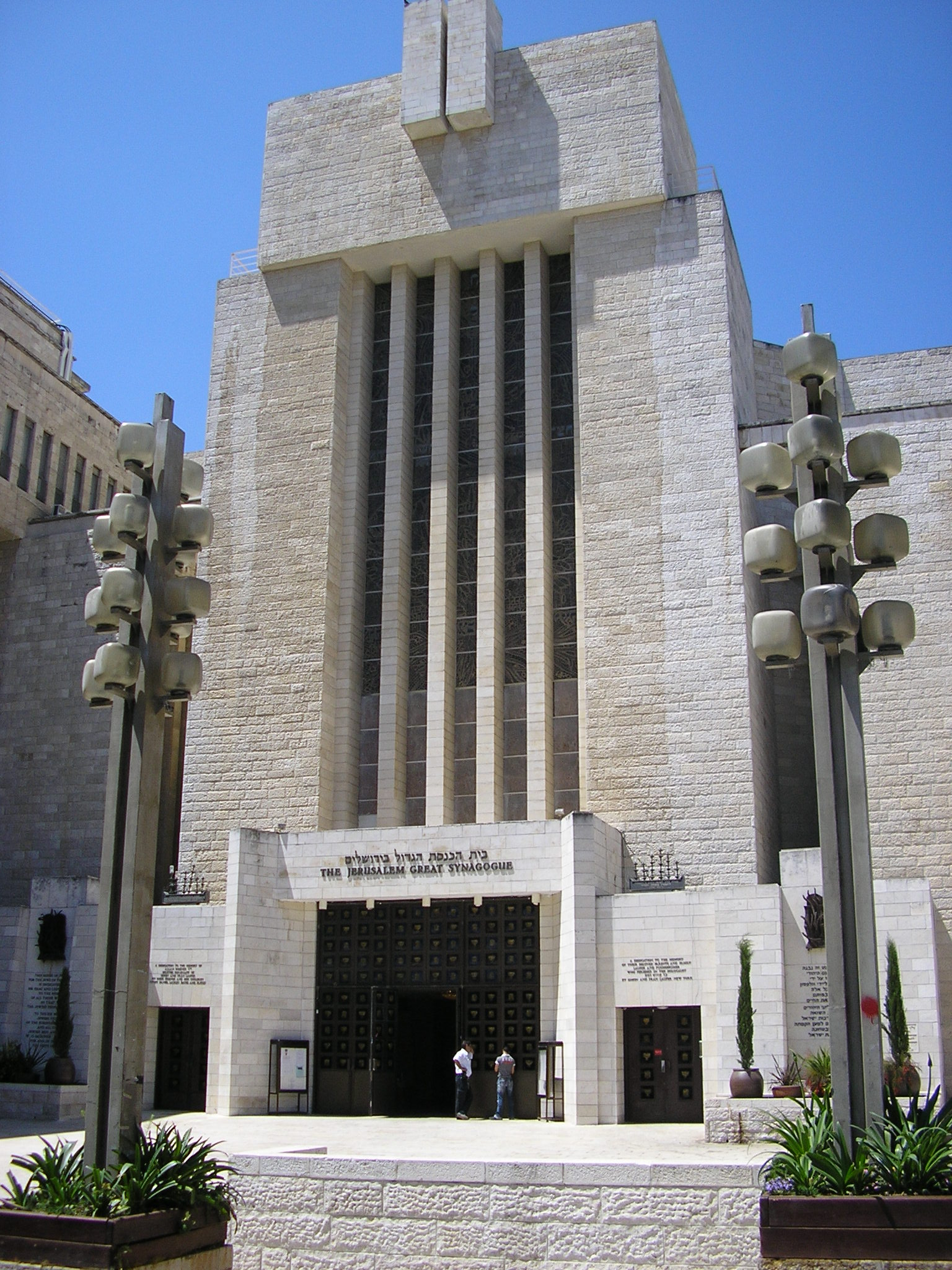
Большая синагога Иерусалима

Большая синагога Иерусалима (ивр. בֵּית הַכְּנֶסֶת הַגָּדוֹל בּיְרוּשָׁלַיִם‎) — крупнейшая еврейская синагога, расположенная в Израиле, в Иерусалиме на улице Кинг Джордж. В синагоге соблюдают как ашкеназские, так и сефардские обряды.

## История
Ещё в 1923 году главные раввины Израиля Авраам Кук и Яаков Меир обсуждали планы строительства большой центральной синагоги в Иерусалиме. Более 30 лет спустя, в 1958 году, в районе Гейхал Шломо была построена небольшая синагога. Вскоре после этого было решено построить новую, гораздо большую синагогу.  Ее главный молитвенный зал вмещает более 2000 человек, что делает ее одной из крупнейших синагог в Израиле.
Большая синагога Иерусалима – это не только место молитв и религиозных служб. Это также культурный центр, где проводятся концерты, лекции и другие мероприятия, продвигающие еврейскую культуру и образование.
В 2020 году Большая синагога Иерусалима впервые в истории была закрыта для посещения, в связи с пандемией COVID-19. 

## Архитектура

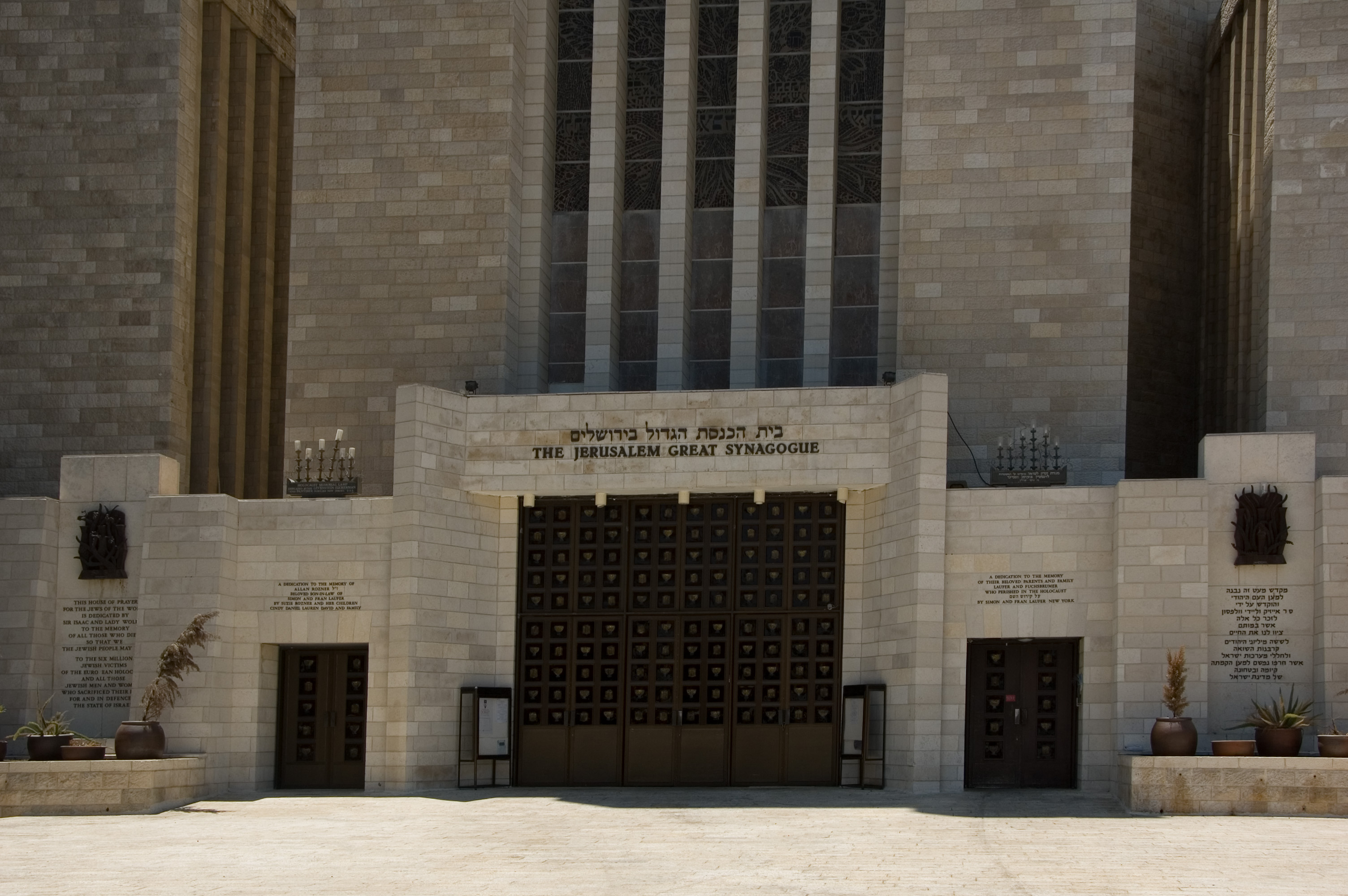
Главный вход в синагогу

Архитекторами здания были Меир Рубин и Александр Фридман. В синагоге молящиеся сидят спиной к стене, а лицом к платформе для чтения Торы, как символ интеграции различных религиозных течений ради единства Израиля. В просторном молельном зале есть несколько примечательных деталей: множество витражей, окружающих места для сидения, и особенно большой и красочный витраж над Ковчегом Завета в передней части зала. Перед Ковчегом Завета стоит хор, сопровождающий кантора на сцене, поющий по субботам и праздникам. Рядом с местами для участников хора два стула зарезервированы для главных раввинов Израиля. Перед ними стоят два кресла, украшенные государственным гербом и израильским флагом и предназначенные для глав государств.